# Grande (Kaapverdië)
Grande (Portugees: Ilhéu Grande, vertaald: Groot Eiland) is een klein, onbewoond eilandje van Kaapverdië. Het hoort bij de geografische regio Ilhas de Sotavento. Het eilandje vormt samen met Cima en een paar andere eilandjes, de Rombo-eilanden. Het ligt ten noorden van het eiland Brava en hoort ook bij deze gemeente.

## Geografie
Het eilandje bevat droge weiden en rotsachtige kustlijnen. Grande is een waarschijnlijk een top van een van de bergen in het Fontainhasgebergte op Brava. De lengte van Grande is circa 1,5 kilometer en de breedte 600 tot 800 meter. Brava is 7 tot 8 kilometer verwijderd. De meest dichtstbijzijnde eilandjes zijn:
- Cima: in het oosten
- Brava: in het zuiden
- Fogo: in het zuidoosten